# Hala

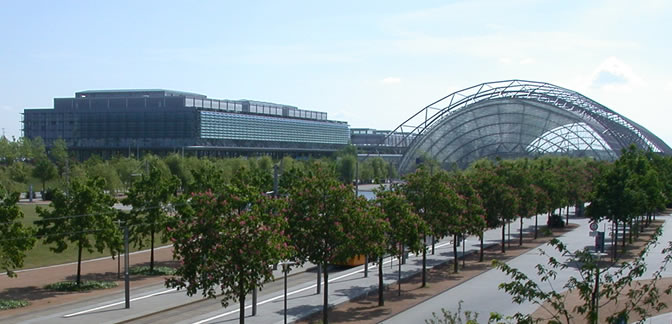
Hala nového výstaviště v Lipsku

Hala je zastřešený prostor, místnost, síň či sál větších rozměrů, který neslouží pro ubytování osob. Může se jednat i o označení pro samostatnou budovu, která takovouto velkou místnost obklopuje.

## Haly v dopravě
Velké haly bývají součástí velkých dopravních uzlů, kterými cestuje větší počet osob. Jedná se zejména o haly u velkých nádraží (nádražní hala) nebo na letištích (letištní, resp. odbavovací hala).

## Tovární a obchodní haly
Haly určené pro průmyslovou výrobu či průmyslovou montáž označujeme souslovím tovární hala případně montážní hala. Do velkých hal jsou také velmi často umístěna velká nákupní a obchodní centra v hypermarketech a supermarketech. Velké výstavní haly můžeme spatřit také na výstavištích.

## Sportovní haly

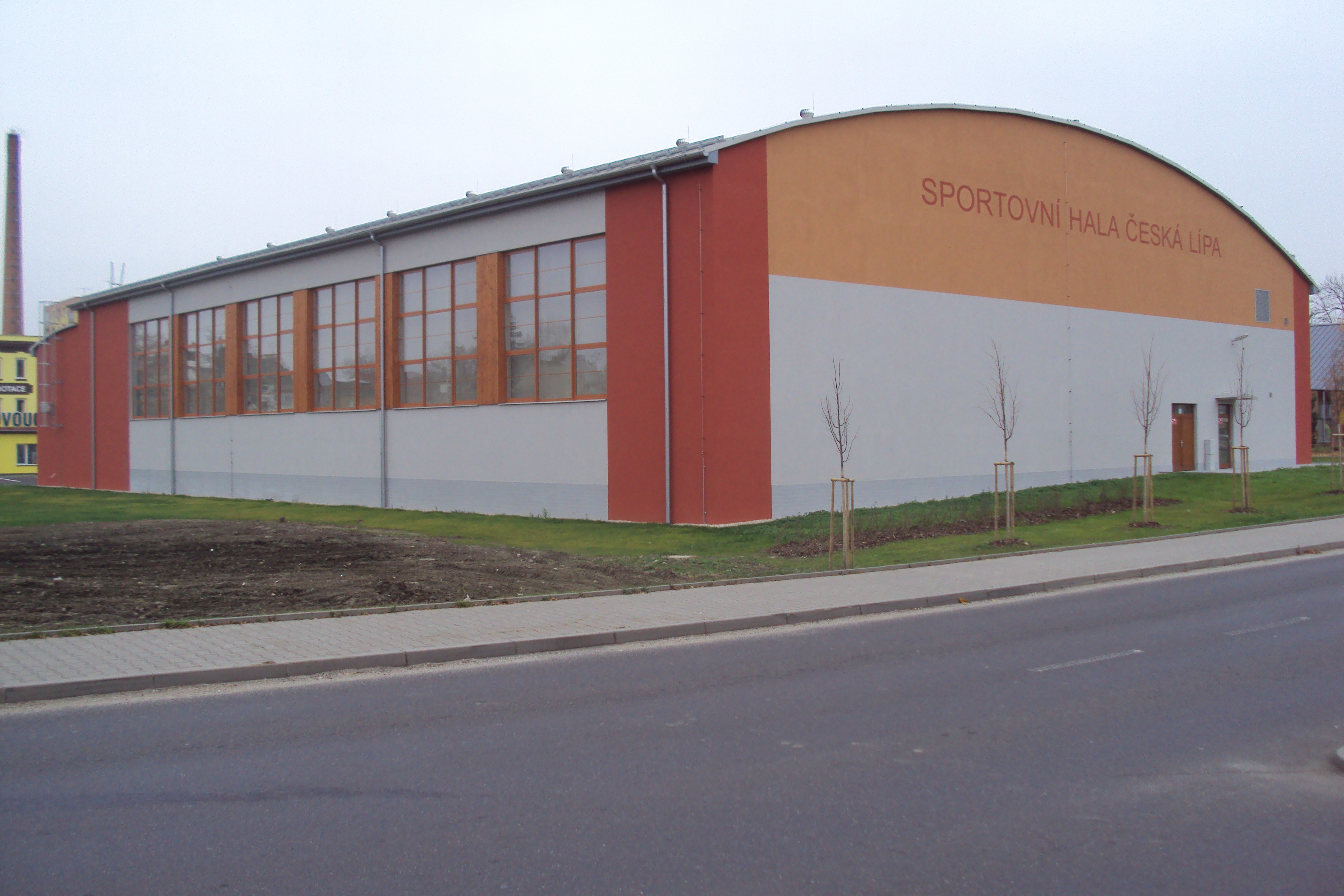
Sportovní hala Česká Lípa

Velké sportovní haly mívají v současnosti podobu samostatných staveb, které se nyní často nazývají (po původním starořímském vzoru) arény. Takové moderní arény bývají často konstruovány víceúčelově. Nejen jako krytá sportoviště pro provozování mnoha různých druhů sportu, ale i pro účely kulturní a společenské (haly v tomto případě slouží jako kulturní či společenský sál).
Haly obvykle slouží pro provozování kolektivních, resp. halových sportů (např. košíková, odbíjená, házená, florbal, korfbal, lední hokej, nohejbal, kolová, sálová kopaná a další).
Existují specializované haly i pro soutěže individuální, např. gymnastické, vzpěračské, zápasnické, badmintonové, pingpongové, tenisové, šermířské či atletické a další haly, které jsou určeny jak pro trénink (třeba nafukovací hala), tak i pro provoz původně letních sportů v zimním období. Za halu v tomto smyslu může být považována každá větší víceúčelová tělocvična.
O sportovních halách ale obvykle nemluvíme u úzce specializovaných sportovišť – např. plavecké stadiony a bazény, cyklistické velodromy, jízdárny, kryté střelnice apod.
Z hlediska volby mezi materiály a typu stavby v drtivé většině případů vládne ocelová konstrukce. Ocelové sportovní haly mají řadu výhod:
- Prostor bez vnitřních sloupů
- Rychlost výstavby
- Flexibilita
- Snadná údržba

## Místnosti v domech
Obvykle se jedná o větší vstupní místnost (může to být i velká předsíň) či menší sál, který se nachází v těsné blízkosti vchodu do domu. U budov či jiných specializovaných staveb (metro), jež mají nějaký širší společenský účel, se takováto vstupní hala někdy nazývá slovem vestibul, případně dvorana.
O halách většinou nemluvíme u převážné většiny církevních staveb jako jsou kláštery, chrámy, kostely, mešity, svatyně apod. Za haly také obvykle nejsou považovány ani velké školní učebny či posluchárny.

## Konstrukce ocelové haly
Ocelové konstrukce pro montované haly jsou navrhovány pro různé velikosti rozponů. Zpravidla se jedná o šířky haly od 6–24 m, v případě větších rozponů je nutné přidávat podpěry, které odlehčí zatížení rámů. Rámy ocelových konstrukcí se šroubovanými spoji bývají většinou navržené z tzv. IPE profilů, ve střešní konstrukci jsou navzájem propojeny vaznicemi, na které se pokládá střešní plášť, který může být buď zateplený nebo nezateplený. Podle toho se také navrhují typy a hustota vaznic. Po bocích jsou rámy propojené tzv. paždíky, na které se poté připevňuje boční opláštění, které může být rovněž zateplené i nezateplené.
Rámy ocelových konstrukcí mohou být od sebe vzdáleny zpravidla od 4–7 m – tuto vzájemnou vzdálenost nazýváme tzv. modulem haly. Projektanti navrhují tyto moduly tak, aby celková ocelová konstrukce byla stabilní a současně i ekonomická.
Každá ocelová konstrukce je posuzována individuálně, složení profilů je závislé na mnoha faktorech:
- rozpon haly
- výška haly
- zatížení sněhem
- povětrnostní vlivy
- požadavky investora